# 聖家堂 (耶路撒冷)

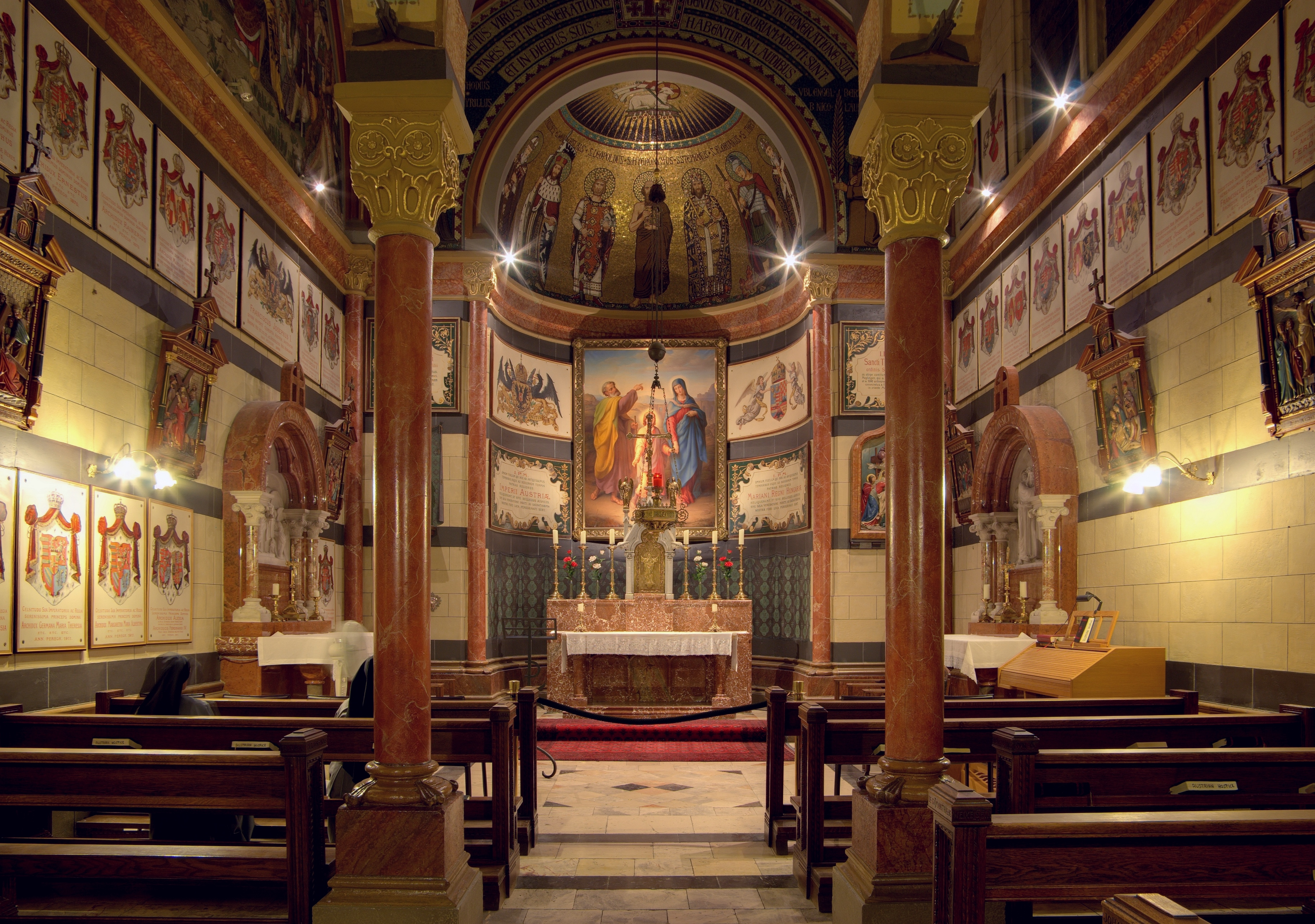
聖家堂

聖家堂（希伯來語：‎），又稱聖家禮拜堂，是以色列耶路撒冷的一座羅馬天主教的教堂。這座教堂起源於1853年耶路撒冷奧地利人修建的一座天主教朝聖者旅館。